# Jeonju World Cup Stadium
Il  Jeonju World Cup Stadium (전주 월드컵 경기장) è uno stadio di calcio che si trova nella città di Jeonju, in Corea del Sud. La capienza dell'impianto è di circa 43.348 posti a sedere.
Lo stadio è la sede delle partite casalinghe del Jeonbuk Hyundai Motors, squadra della K-League. Durante il Campionato mondiale di calcio 2002, lo stadio ha ospitato tre gare.
- Spagna -  Paraguay 3-1 (Gruppo B) il 7 giugno
- Portogallo -  Polonia 4-0 (Gruppo D) il 10 giugno
- Messico -  Stati Uniti 0-2 (Ottavi di Finale) il 17 giugno